# Hans Peter Hansen (Xylograf)

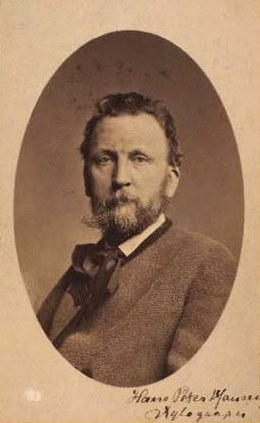
H.P. Hansens Porträt mit seiner Signatur. Foto von Peter Most.

Hans Peter Hansen (* 20. Dezember 1829 in Kopenhagen; † 18. November 1899) war ein dänischer Xylograph, der sich auf Porträts spezialisiert hatte.
Er lernte zunächst den Beruf des Uhrmachers, bevor er Holzbearbeitung unter Hans Christian Henneberg, Johann Adolf Kittendorff und Johan Peter Aagaard studierte. Zugleich besuchte er auch Kurse an der Akademie der Künste von Kopenhagen (1843–1844).
Im Jahr 1854 reiste er nach Deutschland, zunächst nach Dresden und dann nach Leipzig. Im Jahr 1859 heiratete er Clara Aurelia Sophie Langer (5. August 1830–1. Juli 1913), die Tochter des Graveurs Georg Gottfried Langer und Schwester des Graveurs Karl Hermann Theodor Langer (17. Dezember 1819–1895). Im Jahr 1864 kehrte er nach Kopenhagen zurück, wo er für mehrere illustrierte Zeitschriften und Zeitungen arbeitete, wie z. B. Illustreret Tidende und Ude og Hjemme. Er illustrierte auch Bücher, darunter Nyere Dansk Malerkunst (Neue Dänische Malkunst, Sigurd Müller, 1884) und die Kinderbücher von Richardt's and Rode’s.